# Tuberta
Genre
Tuberta est un genre d'araignées aranéomorphes de la famille des Cybaeidae.

## Distribution
Les espèces de ce genre se rencontrent en Europe.

## Liste des espèces
Selon World Spider Catalog (version 17.0, 16/06/2016) :
- Tuberta maerens (O. Pickard-Cambridge, 1863)
- Tuberta mirabilis (Thorell, 1871)

## Publication originale
- Simon, 1884 : Les arachnides de France. Paris, vol. 5, p. 180-885 (texte intégral).